# Liste der Erzbischöfe von Santiago de Chile
Die folgenden Personen waren Bischöfe und Erzbischöfe des Erzbistums Santiago de Chile.

## Bischöfe
- Rodrigo González de Marmolejo (1561–1564)
- Fernando de Barrionuevo, O.F.M. (1566–1571)
- Diego de Medellín, O.F.M. (1574–1593)
- Pedro de Azuaga, O.F.M. (1596–1597)
- Juan Pérez de Espinosa, O.F.M. (1600–1622)
- Francisco González de Salcedo Castro (1622–1634)
- Gaspar de Villarroel, O.S.A. (1637–1651) (auch Bischof von Arequipa)
- Diego de Zambrana de Villalobos (1653–1653)
- Diego de Humanzoro, O.F.M. (1660–1676)
- Bernardo de Carrasco y Saavedra, O.P. (1678–1694) (auch Bischof von La Paz)
- Francisco de la Puebla González (1694–1704)
- Luis Francisco Romero (1705–1717) (auch Bischof von Quito)
- Alejo Fernando de Rojas y Acevedo (1718–1723) (auch Bischof von La Paz)
- Alonso del Pozo y Silva (1723–1730) (auch Erzbischof von La Plata o Charcas)
- José Manuel de Sarricolea y Olea (1730–1734) (auch Bischof von Cuzco)
- Juan Bravo del Rivero y Correa (1734–1743) (auch Bischof von Arequipa)
- Juan González Melgarejo (1743–1753) (auch Bischof von Arequipa)
- Manuel de Alday y Axpée (1753–1789)
- Blas Sobrino y Minayo (1788–1794) (auch Bischof von Trujillo)
- Francisco José Marán (1794–1807)
  - Elekt: José Martínez de Aldunate (1810–1811)
- José Santiago Rodríguez Zorrilla (1815–1832)
- Manuel Vicuña Larraín (1832–1840)

## Erzbischöfe
- Manuel Vicuña Larraín (1840–1843)
- Rafael Valentín Valdivieso y Zañartu (1847–1878)
- Mariano Casanova y Casanova (1886–1908)
- Juan Ignacio González Eyzaguirre (1908–1918)
- Crescente Errázuriz Valdivieso (1918–1931)
- José Horacio Campillo Infante (1931–1939)
- José María Caro Rodríguez (1939–1958)
- Raúl Silva Henríquez SDB (1961–1983)
- Juan Francisco Fresno Larraín (1983–1990)
- Carlos Oviedo Cavada OdeM (1990–1998)
- Francisco Javier Errázuriz Ossa (1998–2010)
- Ricardo Ezzati Andrello SDB (2010–2019)
- Celestino Aós Braco OFMCap (2019–2023)
- Fernando Natalio Chomalí Garib (seit 2023)